# Nagy Alajos (rendező)
Nagy Alajos (Vasszilvágy, 1936. július 1. – Budaörs, 2009. június 22.) színész, színházrendező, zenetörténész.

## Életrajza
1936. július 1-én született a Vas vármegyében fekvő Vasszilvágyon. Szüleit még 1945. május 3-án a Vörös Hadsereg egyik katonája meggyilkolta. Az árván maradt, akkor mindössze 9 éves gyermeket és öt testvérét nagybátyjuk nevelte fel. Általános iskoláit szülőfalujában és Ajkarendeken végezte, majd Pápán és Veszprémben járt gimnáziumba. Érettségi után egy évig járási művészeti előadó Zircen, 1955-től pedig a Ajkán az Üveggyárban lett betanított dolgozó.
1956 októberében tagja, titkára volt az Ajkai Községi Forradalmi Tanácsnak, valamint szerkesztője és kiadója a két számot megért Ajkai Szabad Szó című lapnak.
1956. november 13-ától szülőfalujában bújt meg, majd Németországba menekült. Hannoverben színművészetet tanult, később rendezőként és dramaturgként dolgozott Hamburgban és több német kisvárosban. Évtizedeken át volt a Nyugat-Európában élő magyar közösségi élet egyik meghatározó, szervező politikusa. 1966-tól a Szabadságharcos Világszövetség európai főtitkára, 1976-tól elnöke, az 1990-es évektől pedig tiszteletbeli elnöke lett.
1966-ban a Forradalom 10 éves évfordulóján Bonnban ő szervezte meg a központi ünnepségeket. Később a Szabadságharcos Világszövetség európai főtitkára, majd elnöke lett. A Prágai tavasz idején szolídarítási bizottságot szervezett a Felvidék magyarjaiért.
1970-től nyugdíjazásáig a gyógyszeriparban dolgozott.
1988-ban költözött vissza szülőföldjére. Hazatérése után írásaiban, könyveiben hiteles dokumentumokkal, életrajzi emlékekkel mutatta be szellemi szülővárosa, Ajka 1956-os forradalmi történéseit. 2000-től haláláig a Lakitelki Népfőiskola kurátora, 2004-től a Mindszenty Társaság alapító tagja, 2005 és 2009 között a Nemzeti Fórum 1956-os Munkacsoportjának vezetője. 2007-ben megkapta a Mindszenty Emlékérem kitüntetést. 2009-ben Budaörsön érte a halál, Vasszilvágy temetőjében nyugszik.

## Művei
- Ajka, 1956; sajtó alá rend. Ékes József; Ékes József, Budaörs, 2004